# Rioz
Rioz település Franciaországban, Haute-Saône megyében. Lakosainak száma 2432 fő (2022. január 1.). Rioz Hyet, Cirey, La Malachère, Neuvelle-lès-Cromary, Quenoche, Ruhans, Traitiéfontaine és Trésilley községekkel határos.

## Népesség
A település népessége az elmúlt években az alábbi módon változott:
| Lakosok száma | 2089 | 2202 | 2352 | 2270 | 2283 | 2297 | 2395 | 2420 | 2432 |
|               | 2013 | 2015 | 2016 | 2017 | 2018 | 2019 | 2020 | 2021 | 2022 |